# Nancho Novo
Nancho Novo, nato Venancio Manuel Jesús Novo Cid-Fuentes (La Coruña, 17 settembre 1958), è un attore spagnolo.

## Filmografia parziale

### Cinema
- El juego más divertido, regia di Emilio Martínez Lázaro (1988)
- Amo tu cama rica, regia di Emilio Martínez Lázaro (1992)
- Una mujer bajo la lluvia, regia di Gerardo Vera (1992)
- La ardilla roja, regia di Julio Medem (1993)
- Todos los hombres sois iguales, regia di Manuel Gómez Pereira (1994)
- Il fiore del mio segreto (La flor de mi secreto), regia di Pedro Almodóvar (1995)
- Tierra, regia di Julio Medem (1996)
- La Celestina, regia di Gerardo Vera (1996)
- Más que amor, frenesí, registi vari (1996)
- En brazos de la mujer madura, regia di Manuel Lombardero (1997)
- Gli amanti del circolo polare (Los amantes del Círculo Polar), regia di Julio Medem (1998)
- Finisterre, donde termina el mundo, regia di Xavier Villaverde (1998)
- Terra del fuoco (Tierra del fuego), regia di Miguel Littin (2000)
- Amor, curiosidad, prozak y dudas, regia di Miguel Santesmases (2001)
- El lápiz del carpintero, regia di Antón Reixa (2003)
- Astronautas, regia di Santi Amodeo (2003)
- Sex, regia di Antonio Dyaz (2003)
- Somne, regia di Isidro Ortiz (2005)
- Pudor, regia di David Ulloa e Tristán Ulloa (2007)
- La migliore storia di Paulo Coelho (Não Pare na Pista: A Melhor História de Paulo Coelho), regia di Daniel Augusto (2014)

### Televisione
- La mujer de tu vida - serie TV, 12 episodi (1990-1994)
- Qué loca peluquería - serie TV, 11 episodi (1996)
- Maria, figlia del suo figlio - film TV (2000)
- Raquel busca su sitio - serie TV, 25 episodi (2000)
- El síndrome de Ulises - serie TV, 26 episodi (2007-2008)
- Sé quién eres - serie TV, 16 episodi (2017)
- Amar en tiempos revueltos - serie TV, 289 episodi (2016-2018)
- La cuoca di Castamar (La cocinera de Castamar) - serie TV, 8 episodi (2021)
- Gli eredi della terra (Los herederos de la tierra) - serie TV, 4 episodi (2022)
- Cuéntame cómo pasó - serie TV, 4 episodi (2014-2022)
- Nacho - miniserie TV, 6 episodi (2023)
- I pazienti del dottor García (Los pacientes del doctor García) - serie TV, 3 episodi (2023)
- Sueños de libertad - serie TV, 22 episodi (2024)